# Gare de Tokyo Skytree
La gare de Tokyo Skytree (とうきょうスカイツリー駅, Tōkyō Sukaitsurī-eki) est une gare ferroviaire de la ville de Tokyo au Japon. Elle est située dans l'arrondissement de Sumida, à proximité de la Tokyo Skytree. La gare est gérée par la compagnie Tōbu.

## Situation ferroviaire
La gare de Tokyo Skytree est située au point kilométrique (PK) 1,1 de ligne Tōbu Skytree.

## Histoire
La gare a été inaugurée le 1er avril 1902 sous le nom de gare d'Azumabashi. Elle a été renommée gare d'Asakusa en 1910, gare de Narihirabashi en 1931 et enfin gare de Tokyo Skytree en 2012 pour l'ouverture de la tour du même nom.

## Services aux voyageurs

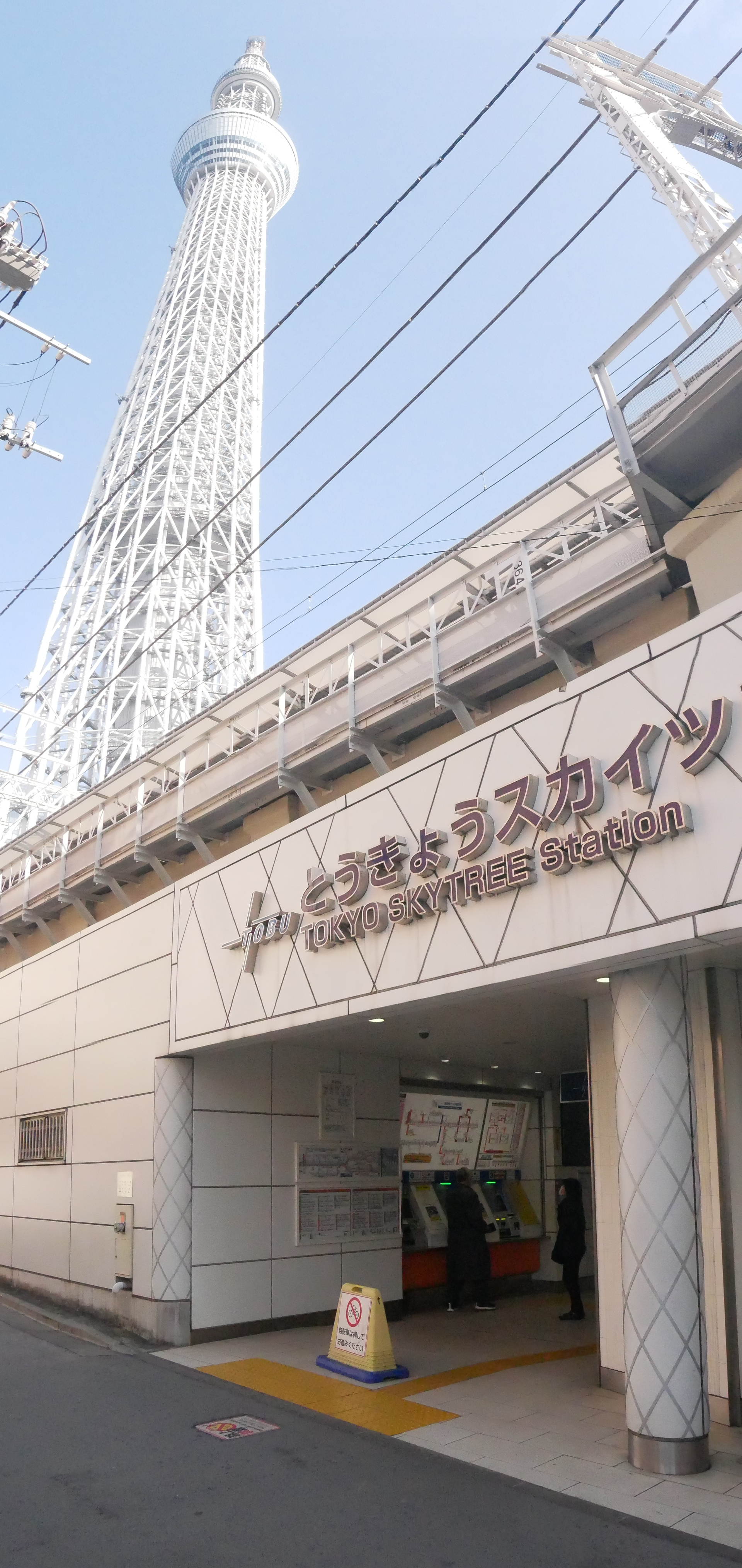
La Tokyo Skytree vue de la gare.

### Accès et accueil
La gare est située sous les voies qui sont surélevées. Elle est ouverte tous les jours.

### Desserte
- Ligne Tōbu Skytree :
  - voie 1 : direction Asakusa
  - voie 2 : direction Kita-Senju, Kasukabe, Tōbu-dōbutsu-kōen, Kuki et Minami-Kurihashi